# 彌満和製作所
株式会社彌満和製作所（やまわせいさくしょ）（英: YAMAWA MFG.Co., Ltd.）は、東京都中央区に本社を置く切削工具メーカーである。

## 概要
ねじ切り工具（タップ・ねじ切りダイス等）と穴あけ工具（センタ穴ドリル等）を主力製品としており、国内外幅広く展開している。
創業者・渡邊譲吉は日本石油会社支配人を務めた実業家の渡邊忠の長男として1884年（明治17年）新潟県西蒲原郡弥彦村に生まれた。1909年（明治42年）東京帝国大学工科大学機械科卒業後、1923年（大正12年）11月に東京府代々幡町幡ヶ谷（現在の東京都渋谷区幡ヶ谷）にて個人で創業。現在は東京都中央区京橋に本社を置く。1937年（昭和12年）に株式会社に組織変更。1945年（昭和20年）5月に政府の工場疎開命令により山形県米沢市に疎開し、現在まで米沢工場として存続する。その他、国内には山形県米沢市に堤工場、福島県福島市に福島工場、福島県会津坂下町に会津工場、海外には台湾に台湾工場を有する。

## 社名の由来
創業者・渡邊譲吉は社名を個人名にすることを嫌い、屋号である「やまわ」を社名にすることを考え、万葉仮名から“彌満和”と当て字をしたもの。
選んだ漢字は“いよいよ（彌）満ち、いよいよ（彌）和する”という意味で、“会社が発展するにつれ、人の和が大切である”との願いが込められている。

## 沿革
- 1923年11月 - 東京府代々幡町幡ヶ谷（現在の東京都渋谷区幡ヶ谷）にて渡邊譲吉が個人で創業。
- 1928年5月 - 大禮記念国産振興博覧会に出品。有功賞受賞。
- 1929年9月 - 海軍購買名簿登録工場に指定される。
- 1937年12月 - 株式会社に組織変更。
- 1941年5月 - タップ・ダイスの海軍中央統制購買規格の作成をする。
- 1945年5月 - 政府命令により山形県米沢市に工場疎開。
- 1950年12月 - 東京都に東京工場を新設操業開始。
- 1953年
  - 1月 - 米沢工場を彌満和精機工業株式会社として分離。
  - 7月 - 保安庁登録工場に指定される。
- 1955年6月 - 日本工業規格JIS表示全級許可。
- 1956年
  - 7月 - 防衛庁銘柄指定工場に認定。
  - 10月 - 工業標準化実施優良工場として通産局長賞を受賞。
- 1963年10月 - 工業標準化実施優良工場として工業技術院長賞を受賞。
- 1964年4月 - 福島工場新設操業開始。東京工場を吸収。
- 1973年11月 - 工業標準化実施優良工場として通産大臣賞を受賞。
- 1983年10月 - 株式会社やまわエンジニアリング設立。
- 1986年10月 - 会津工場新設操業開始。
- 1989年7月 - 台湾工場新設操業開始。
- 1991年4月 - 福島工場・会津工場を株式会社彌満和プレシジョンとして分離。
- 1995年11月 - 株式会社テー・シー・センター設立。
- 2001年8月 - 株式会社テー・シー・センターの社名を株式会社やまわテーシーセンターに改称。
- 2006年10月 - 海外営業本部を株式会社やまわインターナショナルとして分離。
- 2007年1月 - 台湾彌満和 営業部門を彌満和亜洲（股）有限公司として分離。
- 2008年3月 - 山形県米沢市に堤工場操業開始。
- 2014年10月 - 株式会社やまわテーシーセンターと株式会社やまわエンジニアリングを統合し株式会社やまわエンジニアリングサービスを設立。
- 2015年9月 - YAMAWA EUROPE S.p.A設立。
- 2020年12月 - 彌満和精機工業株式会社、株式会社彌満和プレシジョンを吸収合併。
- 2021年10月 - 株式会社彌満和ホールディングス設立。

特筆すべき箇所が無い物は彌満和製作所ホームページ「100周年記念」より引用。

## 事業所
東京本社 - 東京都中央区京橋3丁目13-10
- 生産工場
  - 米沢工場 - 山形県米沢市成島町2-1-74
  - 堤工場 - 山形県米沢市直江石堤3642-1
  - 福島工場 - 福島県福島市笹木野字笹木野原3-3
  - 会津工場 - 福島県河沼郡会津坂下町坂本工業団地2号
  - 台湾工場 - 中華民國新竹縣湖口郷安宅一街102號
- 株式会社やまわエンジニアリングサービス（国内販売部門） - 東京都中央区京橋3丁目13-10
  - 東北サポートセンター - 福島県福島市笹木野字笹木野原3-3
  - 北関東サポートセンター - 埼玉県さいたま市北区宮原町3丁目297-2
  - 東京サポートセンター - 東京都中央区京橋3-13-10
  - 南関東サポートセンター - 神奈川県厚木市中町4-16-18
  - 浜松サポートセンター - 静岡県浜松市中央区中央3-15-1
  - 中部サポートセンター - 愛知県名古屋市中区大須4-1-21
  - 関西サポートセンター - 大阪府大阪市西区西本町1-15-6
  - 中国サポートセンター - 広島県広島市中区大手町2-2-9
  - 九州サポートセンター - 福岡県福岡市博多区博多駅南1-7-22
- 株式会社やまわインターナショナル（海外卸販売部門） - 東京都中央区京橋3丁目13-10
  - 海外拠点
    - 彌満和亜洲股份有限公司 - 中華民國新竹縣湖口郷安宅一街102號
    - YAMAWA EUROPE S.p.A. - VIA DON F. TOSATTO 8 30174 MESTRE, VENEZIA, ITALY